# Big Man on Hippocampus
Big Man on Hippocampus («Здоровяк на гиппокампе») — десятая серия восьмого сезона мультсериала «Гриффины». Премьерный показ состоялся 3 января 2010 года на канале FOX.

## Сюжет
Гриффины проходят кастинг на шоу Family Feud. Питер доходит до финала, но в самом конце передачи ударяется головой и начинает страдать амнезией, забывая всё, включая свою семью и друзей. Попытки Лоис вернуть мужу память приводят лишь к тому, что тот начинает считать себя холостым и встречаться с другой женщиной. После этого Лоис решает забрать детей и уйти от Питера, давая шанс Куагмиру завоевать своё расположение.
Брайан предупреждает Питера о происходящем, и к тому как раз возвращается память после очередной стычки с Гигантским Цыплёнком Эрни. Питер мчится за Лоис, чтобы вернуть её. Он успевает, так как у Куагмира случается временная импотенция, вызванная искренними словами Лоис, что она доверяет ему.
Питер признаётся Лоис в любви и клянется провести с ней остаток жизни. Счастливая пара возвращается домой, пока Куагмир пытается вернуть себе потенцию с помощью электричества и лекарств.

## Создание[2]
Автор сценария: Брайан Скалли
Режиссёр: Доминик Бьянчи
Композитор:
Приглашённые знаменитости: Дуэйн «Скала» Джонсон (камео; в не-анимационной врезке), Эдрианн Палики (в роли Тиффани Тиссен) и Рик Паскуалоне

## Интересные факты